# Friedrich Kamprad
Friedrich-Hugo Kamprad (* 23. Januar 1939 in Leipzig; † 24. Juli 2008 ebenda) war ein deutscher Radiologe.
Er war Professor für Strahlentherapie und Direktor der Klinik und Poliklinik für Strahlentherapie und Radioonkologie am Universitätsklinikum der Universität Leipzig.

## Leben
Friedrich Kamprad wuchs in seiner Geburtsstadt Leipzig auf und studierte von 1957 bis 1963 an der dortigen Universität Humanmedizin. Danach war er als Pflichtassistent im Stadtkrankenhaus Zella-Mehlis tätig und absolvierte ein klinisches Ausbildungsjahr in Espenhain. 1966 promovierte er in Leipzig mit einer Schrift über Die Radikaloperationen des Mamma-Karzinoms nach Rotter-Halsted und nach Handley und Thackrey zum Dr. med. Außerdem erhielt er in diesem Jahr seine Approbation.
Kamprads Ausbildung zum Facharzt im Fach Radiologie erfolgte bis 1970 an der ehemaligen Radiologischen Klinik der Leipziger Universität unter Wilhelm Oelßner. Danach arbeitete er als wissenschaftlicher Assistent in der Abteilung Strahlentherapie mit Schwerpunkt Strahlenbiologie. 1979 wurde er dort zum Oberarzt ernannt. 1978 erlangte er die Promotion B und 1984 die Lehrbefähigung (Facultas Docendi). Ab 1989 lehrte er als Dozent für das Fachgebiet Strahlentherapie. 1992 folgte er dem Ruf auf eine C3-Professur und drei Jahre später auf eine C4-Professur für den Lehrstuhl für Strahlentherapie an der Universität Leipzig. In letzterer Position leitete er gleichzeitig die Klinik und Poliklinik für Strahlentherapie und Radioonkologie der Universität.
Zu den Schwerpunkten von Kamprads Arbeit gehörte die interdisziplinäre onkologische Betreuung von Tumorpatienten. Er war mehrjähriger Leiter des Tumorzentrums am Universitätsklinikum Leipzig. Daneben hatte er wesentlichen Anteil an der Entwicklung neuer Bestrahlungsplanungs- und Simulationsmethoden sowie der Ganzkörperbestrahlung. 1999 wurde er zum Mitglied der Leopoldina gewählt.
Kamprad war Mitglied einer Arbeitsgruppe im Bundesumweltministerium, die an einer Novellierung der Strahlenschutzverordnung mitwirkte, und arbeitete ab 2004 als Leiter der im Zuge dieser Verordnung neu eingerichteten Ärztlichen Stelle für den Freistaat Sachsen. Im gleichen Jahr beendete er seine Tätigkeit für die Universität Leipzig. 2008 verstarb er nach schwerer Krankheit in Leipzig.